# بیسبال بریتانیایی

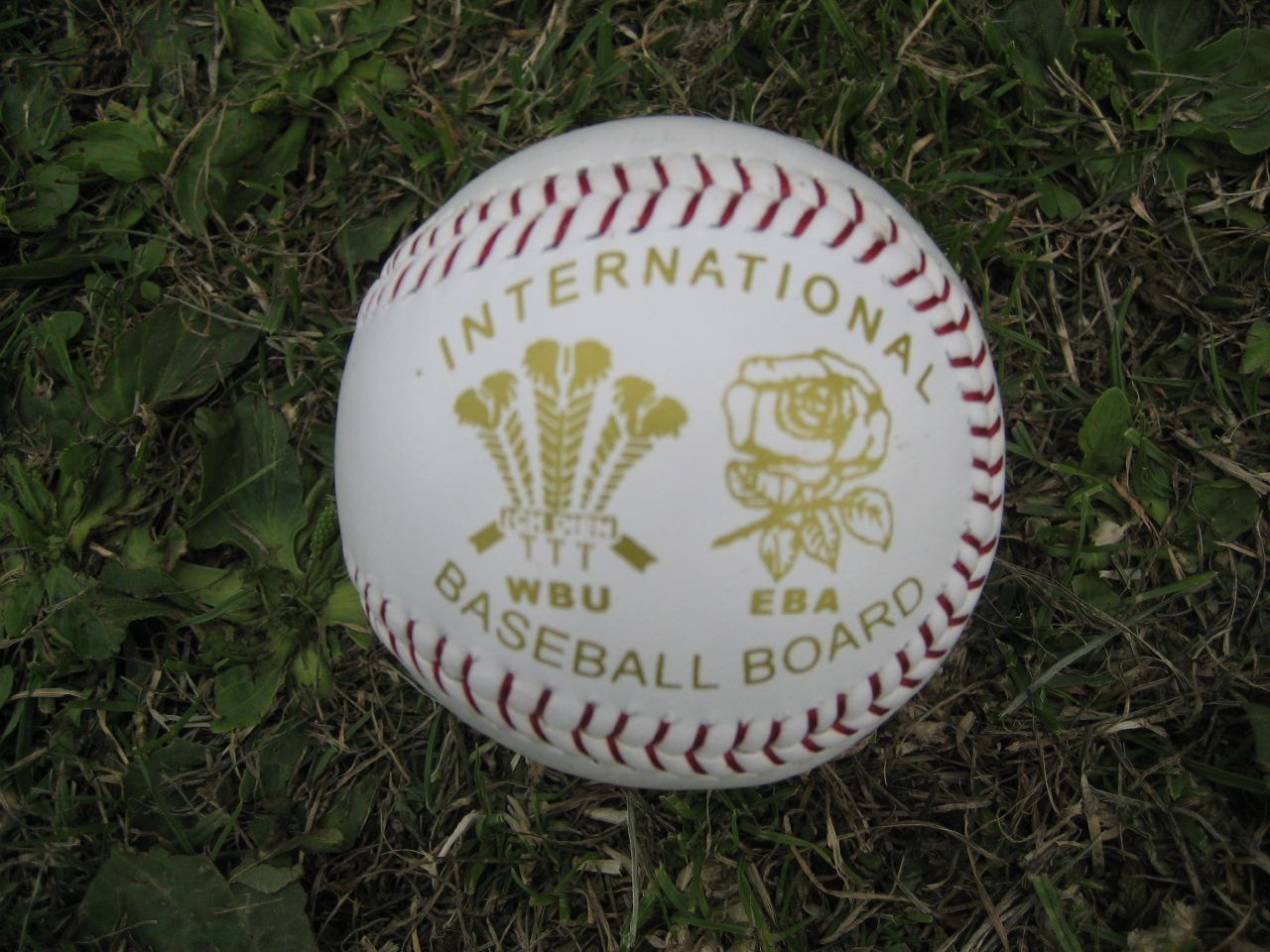
نمایی از یک توپ مخصوص بیسبال بریتانیایی

بیسبال بریتانیایی (به انگلیسی: British baseball) (که عده‌ای هم آن را به نام بیسبال ولزی می‌شناسند) ورزشی از دسته «ورزش‌های امن پناه» است. این ورزش در انگلستان و ولز نسبت به سایر کشورها بسیار محبوب است. قوانین این ورزش به‌سایر مشابه قوانین ورزش راندرز می‌باشد. دستهٔ چوبی و توپ مخصوص آن، از تجهیزات اصلی این ورزش است.